# 廣田誠
廣田 誠（ひろた まこと、1962年（昭和37年） - ）は、日本の経済学者。専門は近代日本経済史・経営史・商業史。大阪大学大学院経済学研究科教授。博士（経済学）。

## 人物・経歴
1962年（昭和37年）、静岡市生まれ。1980年（昭和55年）、静岡県立静岡高等学校卒業。和歌山大学経済学部卒業。大阪大学大学院経済学研究科博士後期課程単位取得退学。博士（経済学）。大阪大学経済学部助手、下関市立大学経済学部講師、神戸学院大学経済学部講師、同助教授、同教授を経て、大阪大学大学院経済学研究科教授。

## 著書
- 『近代日本の日用品小売市場』清文堂出版 2007年
- 『近代日本の交通と流通・市場』清文堂出版 2011年
- 『日本の流通・サービス産業 : 歴史と現状』 大阪大学出版会 2013年
- 『スポーツの経営史 : その多様なアプローチを目指して』（市川文彦, 脇村春夫, 田中彰, 澤野雅彦, 岡部芳彦 田中理惠と共著）関西学院大学出版会 2014年
- 『日本商業史』（山田雄久, 木山実, 長廣利崇, 藤岡里圭と共著）有斐閣 2017年
- 『「わろてんか」を商いにした街大阪』NHK出版 2017年
- 『近鉄・南海の経営史研究 : 兼業をめぐって』（山田雄久, 加藤諭, 嶋理人, 谷内正往と共著）五絃舎 2021年